# 国鉄タキ23950形貨車
国鉄タキ23950形貨車（こくてつタキ23950がたかしゃ）は、かつて日本国有鉄道（国鉄）に在籍した私有貨車（タンク車）である。

## 概要
本形式は、白土専用の30t 積タンク車として1973年（昭和48年）10月31日に10両（タキ23950 - タキ23959）、1975年（昭和50年）5月29日に4両（タキ23960 - タキ23963）が、日本車輌製造の1社のみで製作された。
白土を専用種別とする貨車は、本形式の他には例がなく唯一の存在であった。
落成時の所有者は、ジークライト化学砿業の1社のみでありその常備駅は奥羽本線の板谷駅であった。
1983年（昭和58年）11月11日に2両（タキ23962, タキ23963）が日本カーバイド工業へ名義変更され常備駅は北陸本線の魚津駅に変更になった。
積荷比重が小さいため30t積であるにもかかわらず実容積は66.6m3 とかなり大きいサイズであった。しかし全長が短かったため「オタキ」（全長 16 m 以上のタンク車）ではない。
荷役方式は、タンク上部のマンホール（3箇所）からの上入れ、吐出管からの下出し方式である。
車体色は黒色、寸法関係は全長は15,400mm、全幅は2,982mm、全高は3,950mm、台車中心間距離は11,300mm、実容積は66.6m3、自重は20.2t、換算両数は積車5.0、空車2.0であり、台車はベッテンドルフ式のTR41C又はTR41E-12である。
1984年（昭和59年）8月9日に最後まで在籍した2両（タキ23962, タキ23963）が廃車となり同時に形式消滅となった。在籍期間11年と短命な形式であった。